# نوش به سلامتی

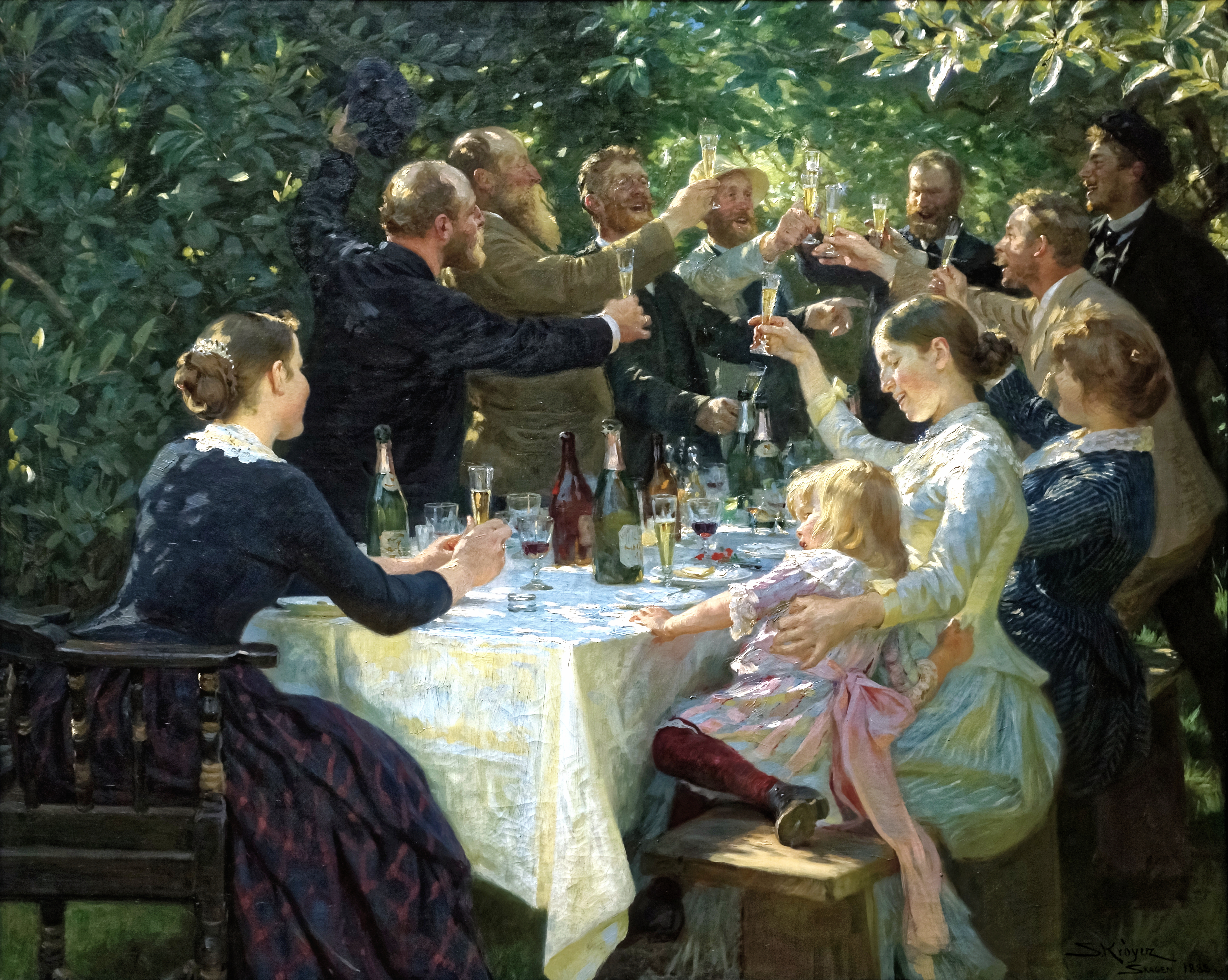
هیپ، هیپ، هورا!، نام یک نقاشی رنگ‌روغن در ژانر چهره‌نگاری است که در سال ۱۸۸۸ میلادی، توسط پیدر سورین کرویر، نقاش برجستهٔ دانمارکی کشیده‌شد. این اثر اعضای «انجمن نقاشان اسکاگن» را در لحظهٔ اعلام نوش به سلامتی به‌تصویر کشیده‌است. این اثر اکنون در مالکیت موزه هنر گوتنبرگ (en) قرار دارد.

نوش به سلامتی یا نوشیدن به سلامتی (انگلیسی: Exchange of Toast) رسمی است که در آن نوشیدنی (به‌ویژه نوشیدنی الکلی) به افتخار کسی یا چیزی یا برای سلامتی کسی نوشیده می‌شود.

## تاریخچه
بر اساس برخی روایت‌ها، مفهوم به هم زدن باده‌ها به نگرانی در مورد مسموم بودن نوشیدنی برمی‌گردد. دفترچه الکل و فرهنگ باور دارد که به‌سلامتی نوشیدن احتمالاً بر گرفته از رسم کهن ساغرریزی یا اهدای شراب به خدایان و طلب سلامتی یا زندگی دراز از خداوند کردن بوده‌است.

## در فرهنگ ایران
نوشیدن به سلامتی در ایران پیشینه‌ای طولانی دارد. بانگ نوشانوش، که پاسخی است به نوشیدن به سلامتی، در سروده‌های شاعران پارسی‌گوی بسیار دیده می‌شود.
ز مجلس بانگ نوشانوش برخاست
می‌اندر سر نشست و هوش برخاست
سلمان ساوجی
هر چند بینی جوش من، فریاد نوشانوش من
یکسو منه سر پوش من، کز خلق مستور آمدم
اوحدی مراغه‌ای
بانگ نوشانوش مستان تا فلک بررفته بود
بر کف ما باده بود و در سر ما بود باد
مولوی
شراب خانگی ترس محتسب خورده
به روی یار بنوشیم و بانگ نوشانوش
حافظ